# Rouleur (musique)
Pour les articles homonymes, voir Rouleur.
Le rouleur, ou roulèr en créole réunionnais, est un gros tambour frappé à deux mains, l’exécutant est assis à cheval sur lui : ce qui permet de modifier la tension et donc le timbre en se servant d’un de ses pieds.
Les différentes graphies du nom sont quant à elles le reflet de différentes prononciations suivant les locuteurs considérés ou l’époque : rouleur, houleur, ouleur, oulèr, oulère, roulèr. Le rouleur doit probablement son nom à son usage. En effet on roule le maloya, c’est-à-dire qu’on roule les hanches en dansant. En outre l’instrumentaliste fait des roulements et donc fait rouler ses mains sur la peau du tambour. Le rouleur peut aussi tirer son nom de la musique qu’il produit : fait rouler maloya.
Cet instrument se retrouve à l'île de La Réunion et à Rodrigues où on le nomme simplement tambour.
À Maurice on utilise le ravanne, et aux Seychelles on utilise le moutia en peau de raie ou de requin : ce sont des tambours sur cadre à une peau, qu’une légende répandue chez les vieux ségatiers ferait cependant descendre d’un rouleur coupé en rondelles.

## Facture
Par le passé, le rouleur a souvent été fabriqué dans un tronc évidé au bois variable d'au moins 70 cm de long et 50 cm de diamètre. Le plus souvent, la peau est de bœuf ou de cabri, collée ou cloutée sur l'une des extrémités du fût de bois. Il est intéressant de noter que les poils de ces dernières n'étaient pas systématiquement retirés, et ce quelle que soit la facture. Dans tous les cas, cette façon de procéder ne permettant pas d'accordage, il était d'usage de faire chauffer la peau près du feu pour la tendre avant de jouer. Le son et le timbre de l'instrument étaient alors jugés meilleurs.
Aujourd'hui, la plupart des rouleurs sont fabriqués à partir de tonneaux dont les extrémités ont été détruites. Le diamètre peut varier suivant la taille du tonneau. Les rouleurs de taille moyenne peuvent correspondre à des tonneaux d'environ soixante litres. Le diamètre de la peau est alors d'une quarantaine de centimètres, et la hauteur d'un peu plus de cinquante centimètres. Il existe bien évidemment des rouleurs de plus petite taille, mais aussi et surtout de plus grande taille. Le tonneau est composé de lamelles de bois, cintrées par trois cercles de fer : un de chaque côté (environ une quinzaine de centimètres du bord) et un au milieu. Le montage de la peau est quant à lui réalisé avec une technique de cordage à la main. Cette dernière permet d'agir sur la tension de la peau, et donc d'accorder l'instrument lorsque c'est nécessaire. Les cordes sont tressées sur et à travers le bois : le tonneau est donc percé à la base du maillage. Cette technique est utilisée depuis quelques années, et ce système de tensions serait inspiré de différents tambours du même type (gwoka de Guadeloupe ou tambours africains ou afro-cubains).

## Jeu
Le rouleur se joue maintenu au sol en position horizontale. Le plus souvent, on a donc la présence d'un pied en bois, qui sert de cale. Le joueur s'assoit directement à califourchon sur le tambour. Il incline légèrement son buste vers l'avant pour permettre à ses mains de frapper la membrane entre ses cuisses. On a donc l'existence de plusieurs frappes, de plusieurs sons possibles. Le talon est parfois utilisé pour percuter l'instrument en plus des mains. La posture pouvant être difficile à tenir très longtemps, le jeu du rouleur n'est généralement pas assuré par la même personne toute la soirée. 
Le rouleur fournit le son le plus grave et la base rythmique la plus importante dans le chant maloya, aux côtés du kayamb, du sati et du pickèr. On peut parler de différents rythmes que l'on retrouve souvent, qui sont définis et qui peuvent être nommés ainsi : le roulé, le cassé, le malgache ou encore le kabaré.

## Chant de révolte
L'usage de cet instrument, lié aux anciens esclaves et surtout au maloya, a été interdit jusqu'en 1981 comme marque de la révolte face au pouvoir blanc esclavagiste.
Sur l'île de La Réunion, et après la Seconde guerre mondiale, le maloya était quelque peu désuet. Et c'est à partir de la fin des années 1950 que le Parti communiste réunionnais a repris le maloya pour animer ses réunions politiques. Cherchant à mettre en valeur la culture créole, le PCR qui revendiquait l’autonomie politique de l’île, produisit les premiers disques de maloya. C'est comme ça que les Réunionnais ont connu les débuts de Firmin Viry ou bien de Simon Lagarrigue. La musique des esclaves devient alors un chant social. Les textes sont modifiés et politisés, revendiquant l'autonomie de l'île. Le maloya sera alors interdit jusqu’en 1981. 
C'est depuis 1981 avec la naissance des radios libres et la reconnaissance des identités régionales voulue par le Ministre de la Culture, Jack Lang, que le maloya fait partie intégrante de l’identité réunionnaise. Danyèl Waro, Lo Rwa Kaf, Granmoun Lélé et Firmin Viry sont depuis considérés comme les référents du genre, leur musique servant de source d’inspiration à nombre d’autres groupes : Mélanz Nasyon, Kiltir, Salem Tradition….